# Ashigawa
Pour les articles homonymes, voir Ashigawa (homonymie).
Ashigawa (芦川村, Ashigawa-mura) est un ancien village de la préfecture de Yamanashi, ayant existé jusqu'au 1er août 2006, date de son intégration dans la ville de Fuefuki. Il faisait partie du district de Higashiyatsushiro, dissout après son départ.

## Géographie

### Topographie et hydrographie

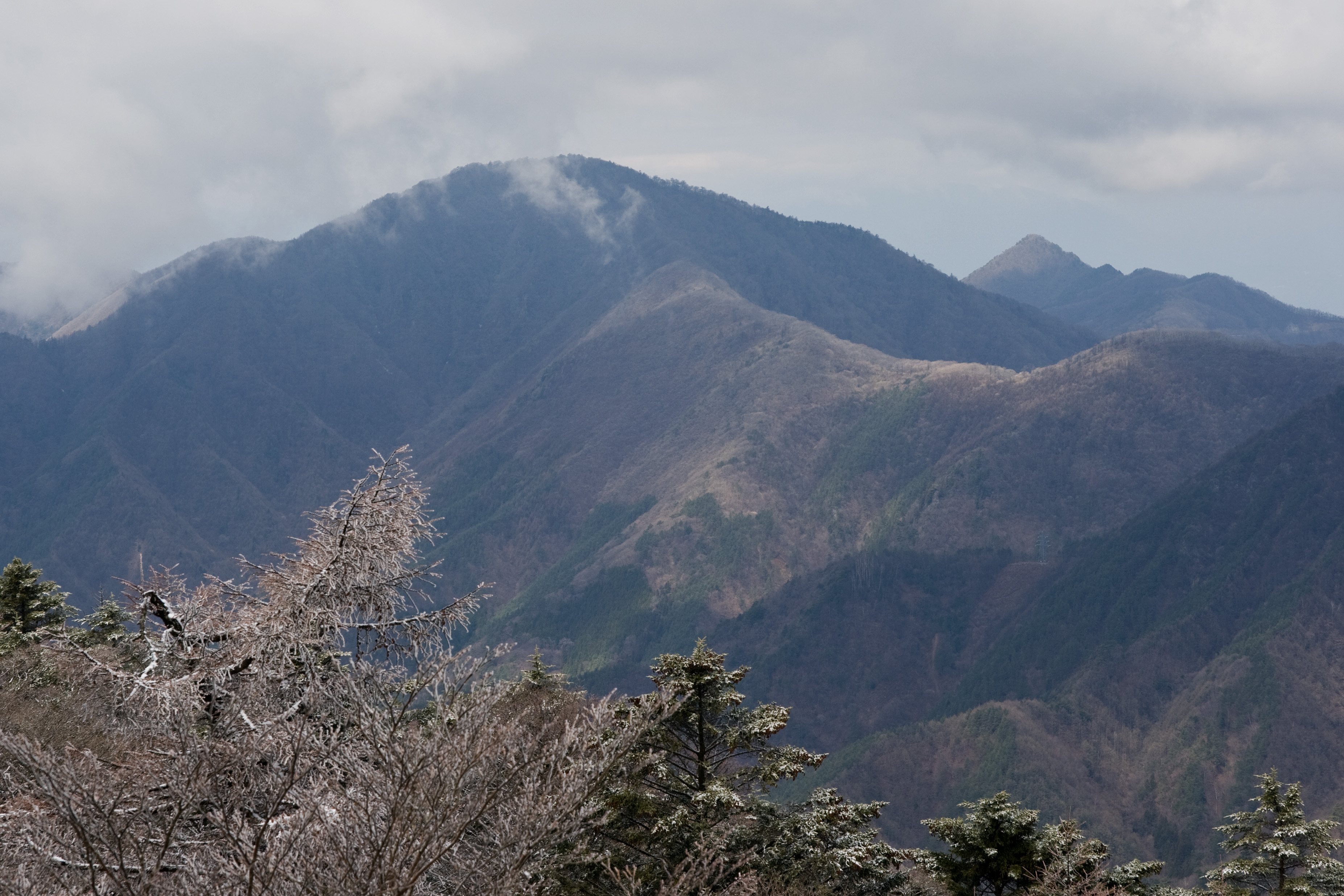
Le Kuro-take, un des sommets des à Ashigawa.

Ashigawa était un petit village de montagne blotti entre le bassin de Kōfu (ja) et le mont Fuji. Le village est situé dans les monts Misaka, qui séparent la préfecture en une partie proche du reste du pays (国中地方) et une partie plus intérieure (郡内地方),.
La rivière Ashi (芦川), un affluent du fleuve Fuji et d'où le village tire son nom, y prend sa source et y forme la vallée de la rivière Aki (芦川渓谷, Ashigawa Keikoku).

### Villes limitrophes

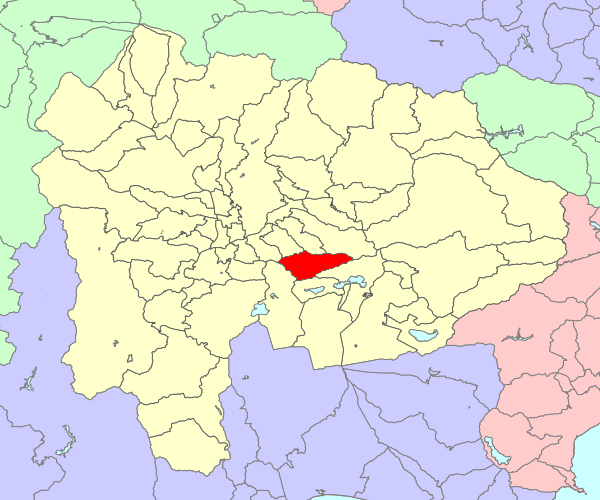
Localisation d'Ashigawa dans la préfecture de Yamanashi (tracés territoriaux du 1er avril 1960).

Entités territoriales limitrophes à la date de la fusion du 1er août 2006. À sa fondation en 1941, Ashigawa est entouré des villages de Kamikuishiki, Ubaguchi (ja) (右左口村), Sakaigawa (境川村), Hanatori (ja) (花鳥村), Kurokoma (ja) (黒駒村), Kawaguchi (ja) (河口村), Ōishi et Nishinoumi (ja) (西湖村) à partir de l'ouest. Le 8 juillet 1942, Nishinoumi absorbe le village Nagahama (ja) (長浜村) et devient le village de Nishihama (ja) (西浜村). Le 31 mars 1955, Ubaguchi fusionne avec le village de Kashiwa (ja) (柏村) pour former le bourg de Nakamichi. Le 10 avril de la même année, Nishihama absorbe le village d'Ōarashi (ja) (大嵐村) pour former le village d'Ashiwada (ja) (足和田村). Le 29 avril, Kurokoma fusionne avec le village de Kinsei (ja) pour former le bourg de Misaka (ja) (御坂町). Le 30 septembre 1956, Kawaguchi, Ōishi et les villages de Kodachi (ja) (小立村) et Funatsu (ja) (船津村) fusionnent pour former le bourg de Kawaguchiko (河口湖町). Le 1er août 1958, les bourgs de Misaka et Yatsushiro (八代町) se partagent le village de Hanatori. Le 15 novembre 2003, Kawaguchiko, Ashiwada et le village de Katsuyama (ja) (勝山村) deviennent ensemble le bourg de Fujikawaguchiko. Le 12 octobre 2004, Sakaigawa, Yatsushiro, Misaka et les bourgs d'Isawa, Kasugai (ja) et Ichinomiya (ja) fusionnent pour devenir la ville de Fuefuki. Le 1er mars 2006, la ville Noyau de Kōfu et le bourg de Fujikawaguchiko se partagent Kamikuishiki, tandis que Nakamichi est absorbé par Kōfu.

### Administration territoriale
Depuis sa fusion en 2006, le village d'Ashigawa est devenu un quartier de Fuefuki. Il compte les Ōaza (ja) (大字, un type de district) de Kamiashikawa, Nakaashikawa, Shin-Ihara (新井原) et Ōshuku.

## Climat
La température annuelle moyenne est de 10,4 degrés Celsius, soit trois degrés de moins que la capitale préfectorale. Les étés y sont frais, mais il neige beaucoup en hiver. Un vent fort souffle d'est en ouest le long de la vallée de la rivière Aki.

## Symboles
Son arbre officiel était le bouleau de Mandchourie (appelé localement Shirakaba (シラカバ), littéralement « bouleau blanc »), tandis que sa fleur officielle était le muguet commun (appelé localement Suzuran (スズラン)). Les symboles naturels représentatifs sont adoptés le 1er avril 1969.
Le drapeau et le symbole sont choisis le 24 mars 1969. Ils symbolisent l'harmonie et l'unité entre les habitants. Le cercle représente la rivière, tandis que les deux carrés à gauche et à droite représentent la lettre A (ou le caractère « あ » qui se prononce prononcé en français : [a]), première lettre du nom du village.

Différents symboles
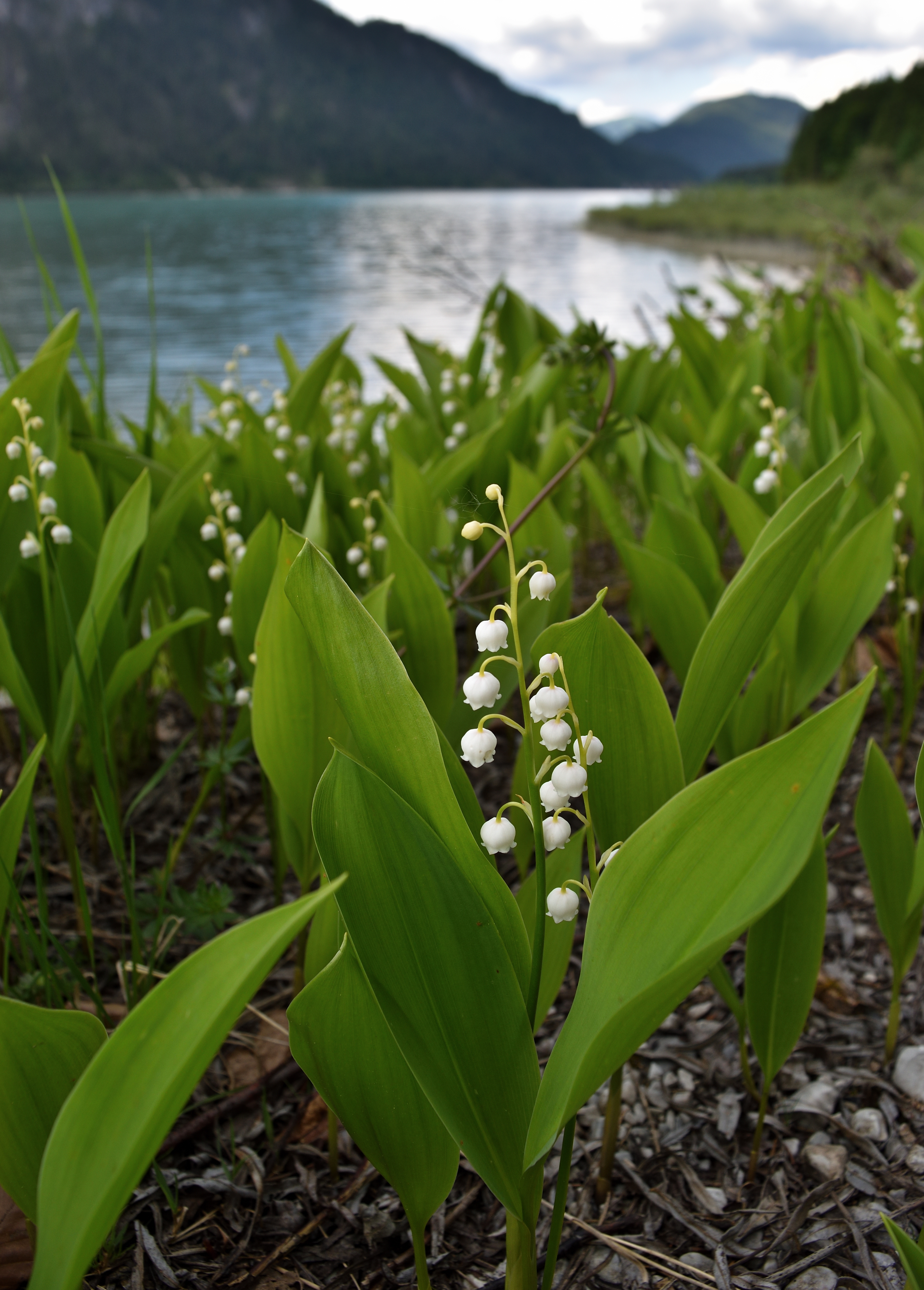
Muguet commun.
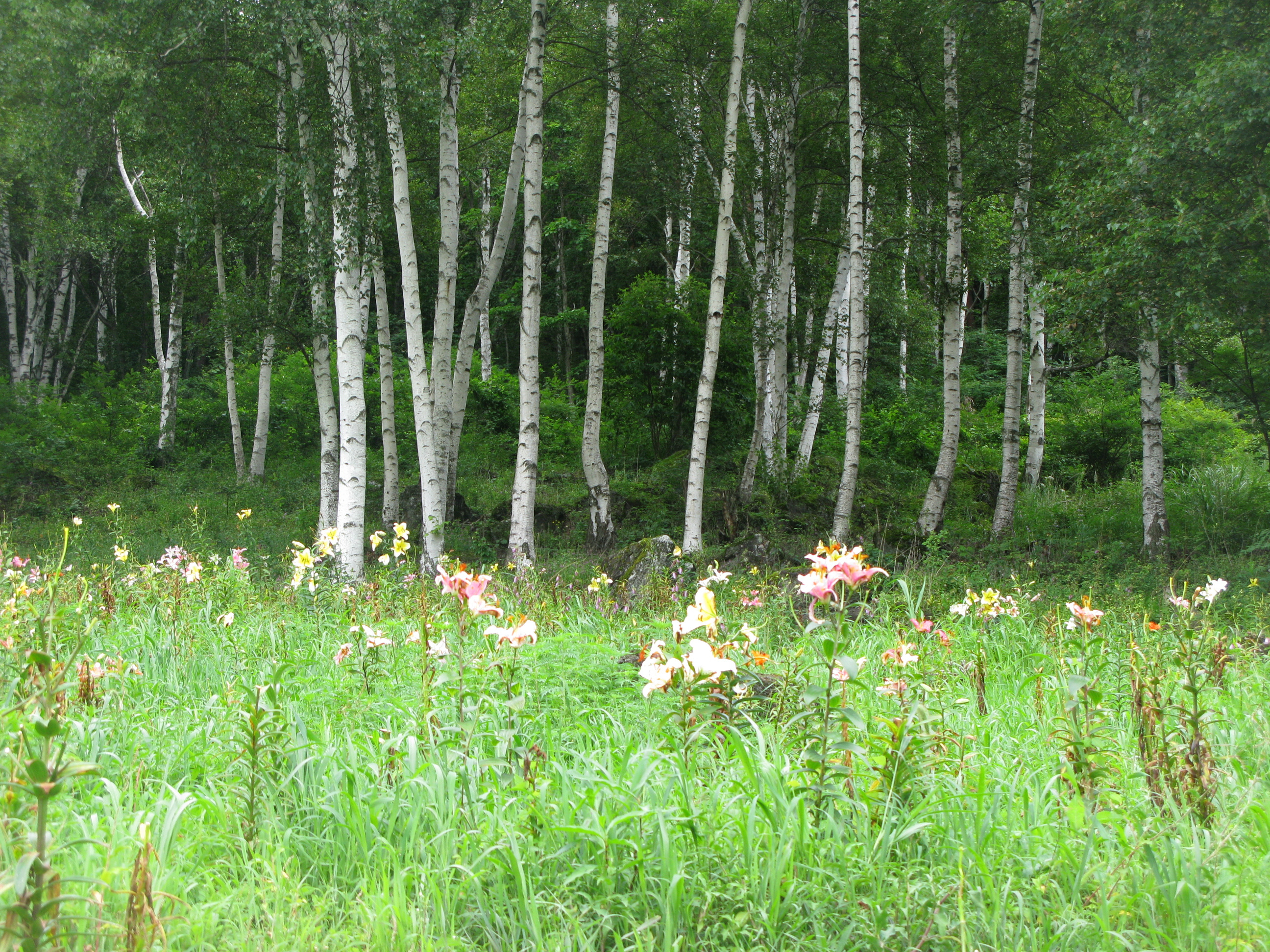
Bouleaux de Mandchourie.
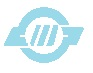
Symbole d'Ashigawa.

## Histoire

### Moyen Âge
Selon l'Azuma Kagami, en 1180, les Kai Genji (ja), famille importante de la province de Kai y a implémenté une route importante, la route Wakahiko (ja) (若彦路). Durant l'époque Sengoku, de nouvelles routes dont celle reliant Kai à Suruga ont diminué l'importance de la route Wakahiko.
En 1582, Oda Nobutada place les villages de Nakaashikawa et Kamiashikawa dans la région de Takei (竹居), tandis qu'Ōshuku, qui avait une importance commerciale, est placé sous la juridiction du bureau de Kuishiki (en) (九一色郷).

### Époque moderne

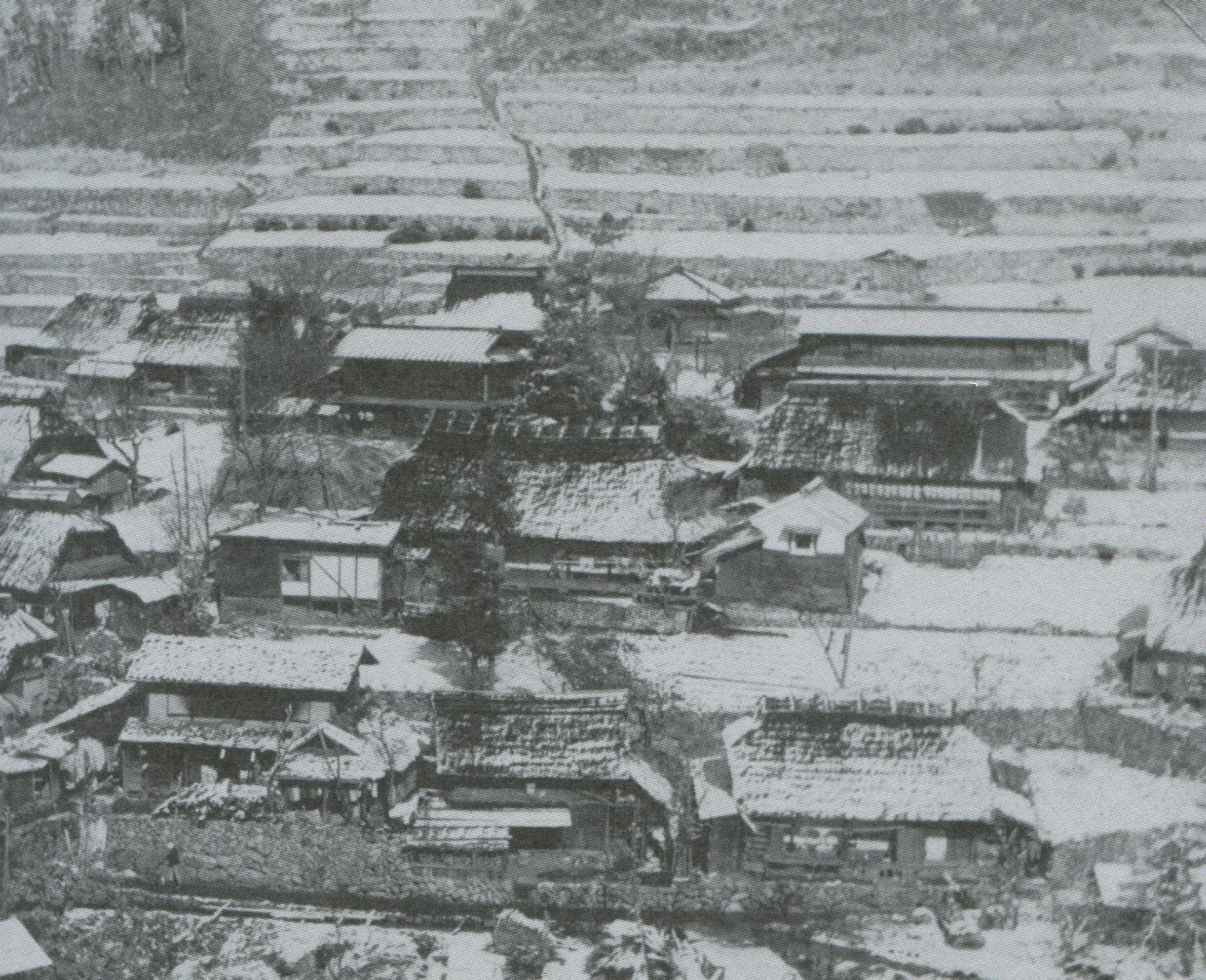
Nakaashikawa vers 1945.

Les villages de Kamiashikawa (ja) (上芦川村), Nakaashikawa (ja) (中芦川村) et Ōshuku (ja) (鶯宿村) sont créés durant l'époque d'Edo. Ils étaient dans la région Kuji Niryū (ja) (九筋二領) de la province de Kai, Kamiashikawa et Nakaashikawa dans le bureau de Koishiwa (小石和筋) et Ōshuku dans le bureau de Nakagun (中郡筋). Kamiashikawa et Nakaashikawa sont sous contrôle direct du Shogunat, tandis qu'Ōshuku est sous contrôle des Hatamoto Watanabe. Les trois villages passent sous contrôle du Domaine de Kōfu en 1705, puis sous contrôle direct du Shogunat en 1724. En 1746, Ōshuku passe sous contrôle des familles Gozan (ja) et Tayasu (ja).
En mai 1868, 24 postes de garde sont installés dans la province de Kai, et des fonctionnaires sont installés à Kamiashikawa au poste de garde d'Ashigawa. L'année suivante, la famille Tayasu fait sécession, mais on ne sait si Ōshuku y a prêté allégeance. Lors des réformes territoriales de l'ère Meiji en 1872, les trois villages font alors partie de la 8e section du district de Yatsushiro (ja) (八代郡). L'année suivante, ils sont placés dans le 23e district de la nouvelle préfecture de Yamanashi. Les premiers maires des trois villages sont Iitaka Jūbei (飯高 重兵衛), Ashizawa Zen'enmon (芦沢 善右衛門) et Miyakawa Yoshizō (宮川 吉造) respectivement. Les trois bureaux municipaux étaient alors fusionnés et un seul bureau était en place à Nakaashikawa. Lors des réformes municipales japonaises de 1878 (ja), les trois villages sont intégrés dans le nouveau district de Higashiyatsushiro, divisé de l'ancien district de Yatsushiro.
En 1872, les réformes scolaires permettent la création d'écoles primaires dans les trois villages. Précédemment, les temples étaient utilisés comme écoles. En 1887, les écoles sont consolidées pour n'en faire qu'une seule à Nakaashikawa. En 1889, un syndicat pour les trois villages est créé. En 1923 ouvre une centrale électrique financée par la compagnie électrie d'Ōshuku (鶯宿水力電気株式会社).

### Établissement du village
Le 1er août 1941, le village d'Ashigawa est créé par la fusion des villages de Kamiashikawa, Nakaashikawa et Ōshuku. La charte du village est adoptée le 3 novembre 1986. Le typhon Mireille (en) de 1991 tue une personne à Ashigawa.
En octobre 2002, une commission spéciale entre les municipalités de Kōfu, Nakamichi, Kamikuishiki et Ashigawa est organisée,. Elle a pour sujet la fusion des trois derniers à la ville de Kōfu et se conclut par la fusion de Nakamichi et d'une partie de Kamikuishiki à Kōfu. Une nouvelle session municipale est organisée en octobre 2004 entre Ashigawa et Fuefuki pour la fusion d'Ashigawa à la nouvelle ville. Elle se conclut par la décision de fusionner le 22 juillet 2006. Le 1er août 2006, après 65 ans d'existence, le village d'Ashigawa est intégré à la ville de Fuefuki et est supprimé.

## Démographie

Taux de naissances et de décès au Japon depuis 1950.

Du début du siècle à la Seconde Guerre mondiale, la population a grimpé rapidement, dû à une délocalisation des habitants en ville vers la campagne lors de la guerre. Cependant, après la guerre, la population a connu une chute généralisée par un exode rural dû à un plus grand nombre d'emplois en ville.
En 2003, le village d'Ashiyasu fusionne avec cinq municipalités pour former la ville de Minami-Alps, faisant d'Ashigawa la localité la moins peuplée de la préfecture. L'exode rural a accéléré avec le départ des jeunes et le vieillissement de la population. En 1988, la société d'études à l'étranger Yamamura y a été fondée dans le but d'attirer de nouveaux villageois et une maison a été mise en place pour un enseignant local en 1983, 1984 et 1989,.

## Économie
Au début des Temps modernes, l'activité principale était la riziculture, plus présente à Ōshuku, mais plus récemment, le village vivait de sériciculture et secondairement de la production de charbon de bois et de konjac,.

Activités économiques à Ashigawa
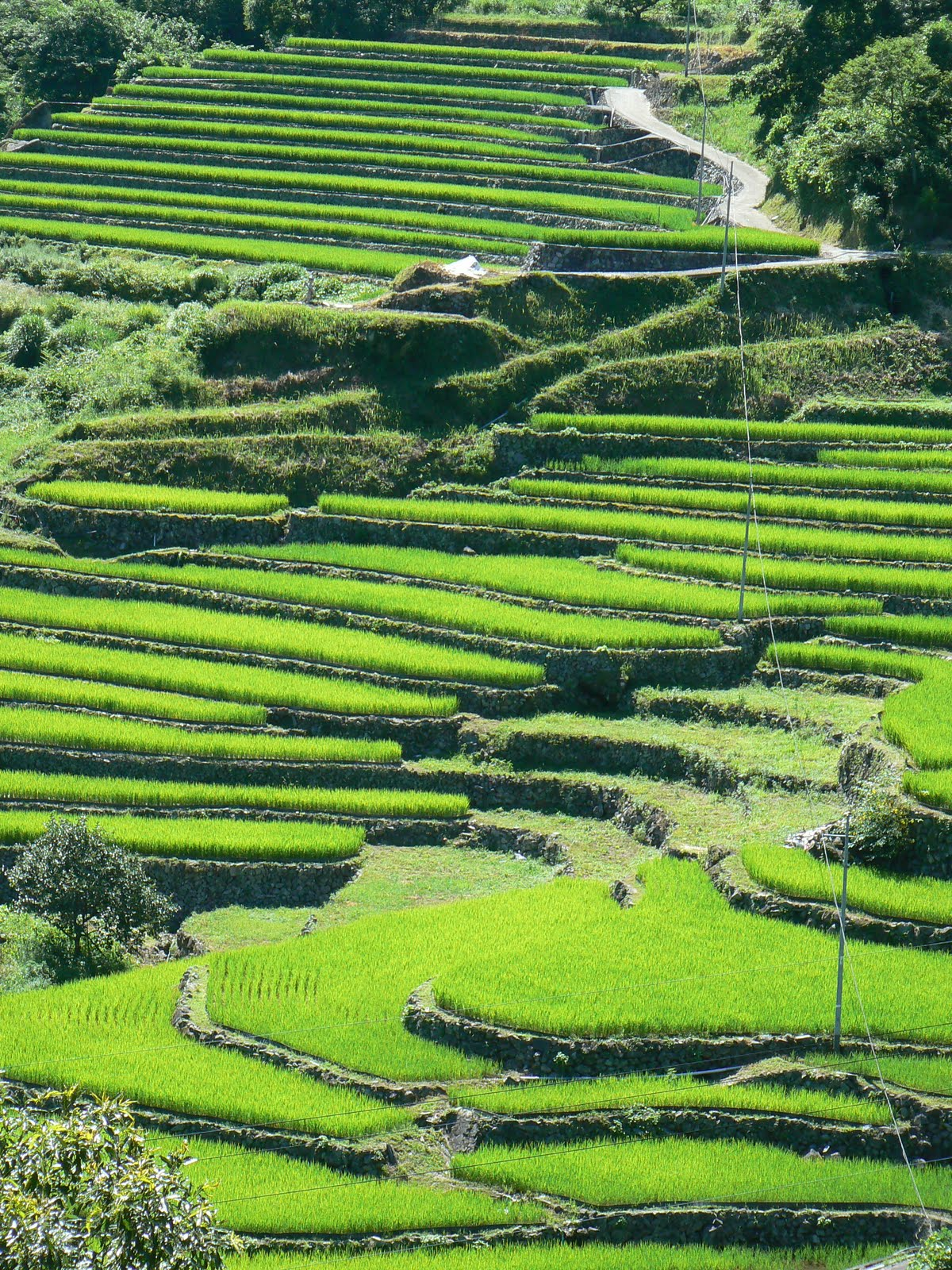
Rizières au Japon.
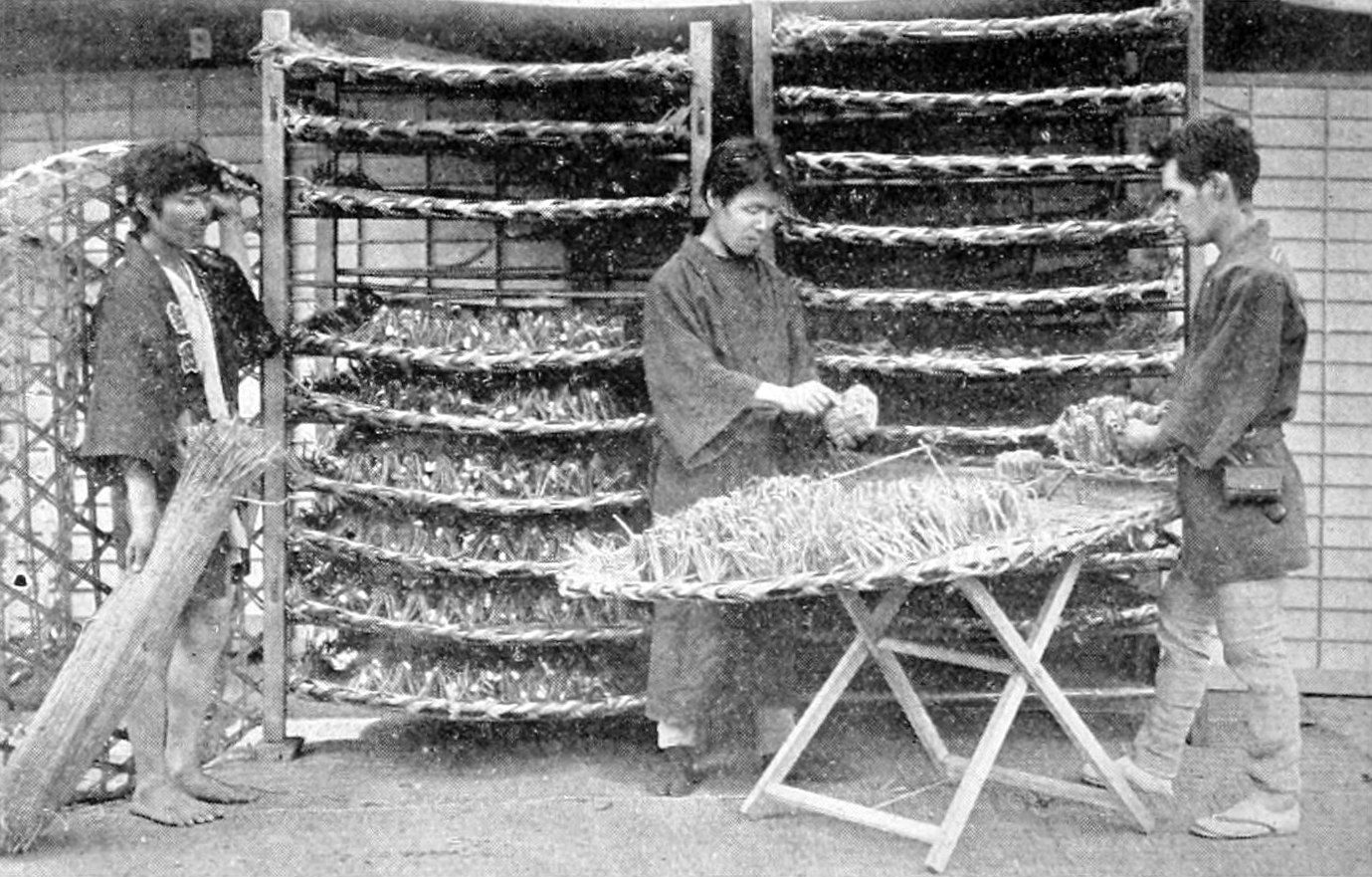
Sériciculture au Japon.
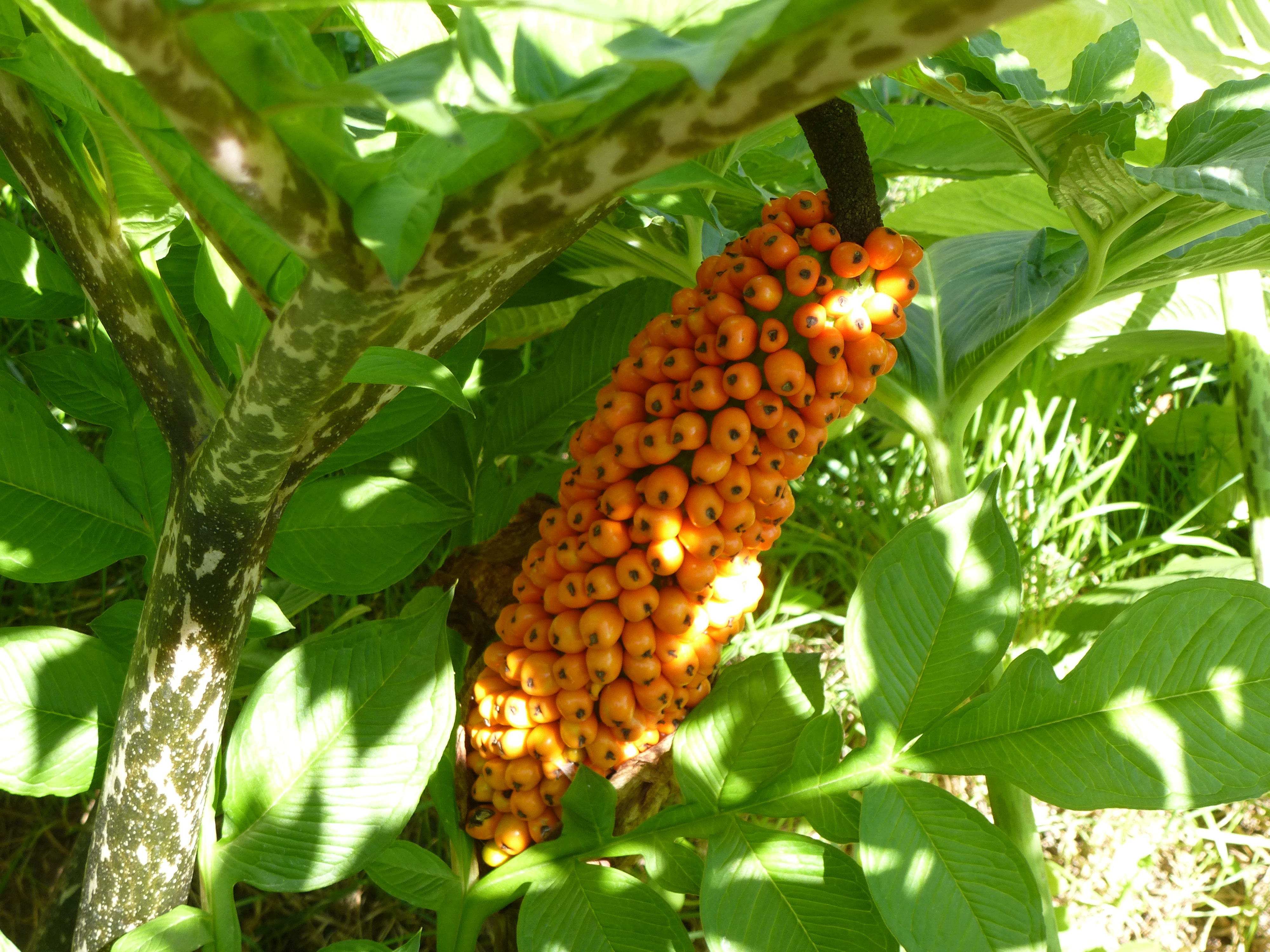
Fruits du Konjac.
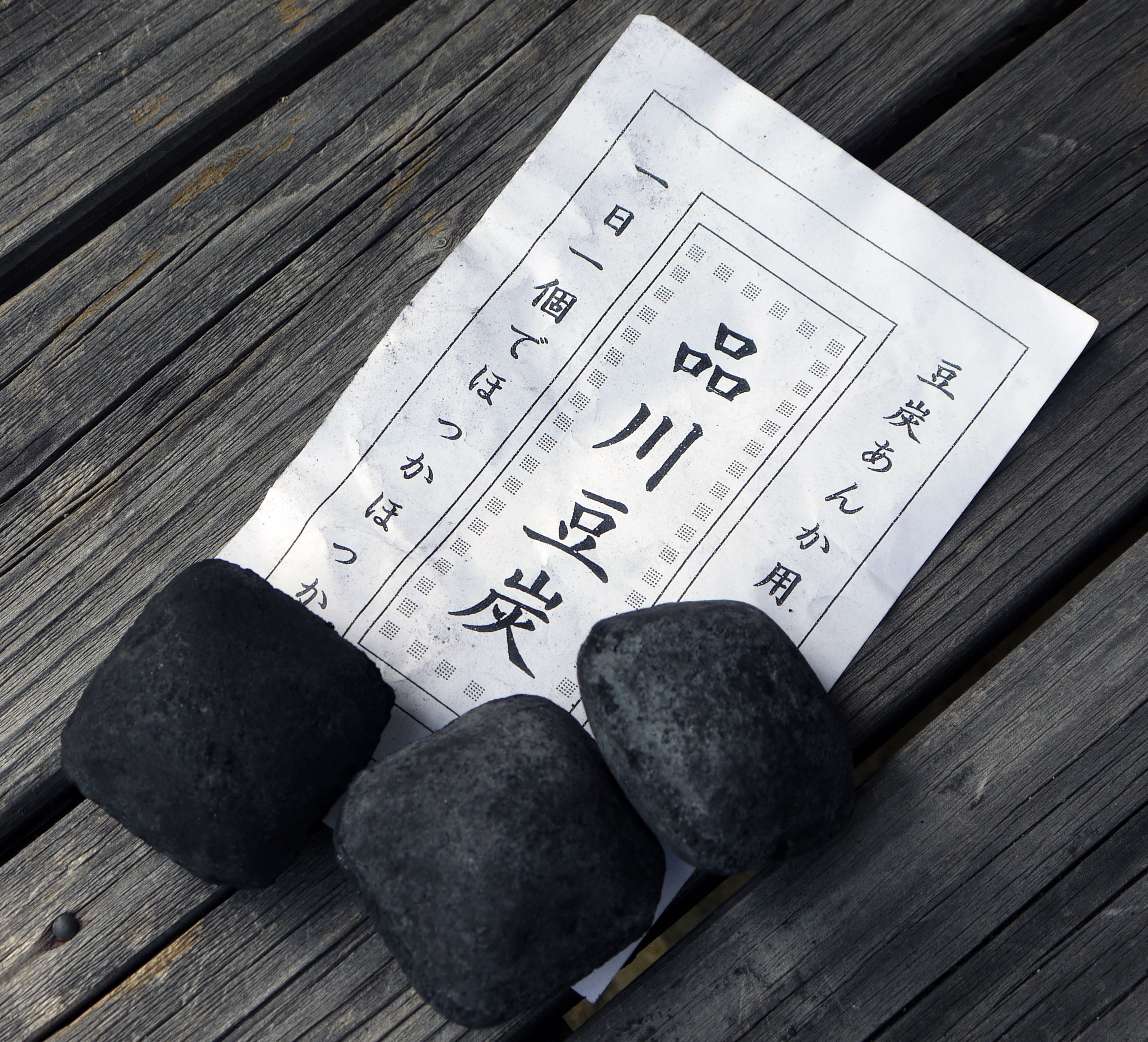
Charbon de bois au Japon.

## Culture et patrimoine

### Patrimoine matériel
Les murs de pierre séparant les champs à Ashigawa sont âgés de plusieurs centaines d'années et continuent d'être entretenus chaque année par les locaux. On y retrouve aussi la Maison au casque (兜造りの民家), une grande demeure privée sise sur un des anciens murs de pierre.
Sur les flancs de la montagne sur lequel se trouve la Hōshuji (宝珠寺), à Nakaashikawa, se trouve une centaine de stèles en commémoration à Guanyin.

### Patrimoine naturel
Le village se situe dans la vallée de l'Ashi, un lieu prisé pour la pêche au yamame (ja) (ヤマメ), sous-espèce du saumon masou.
Chaque année en mai s'y déroule le festival du village des muguets (すずらんの里祭り), car le village est l'un des meilleurs lieux pour la cueillette du muguet au pays.

## Transports
Le 14 juillet 1996, le village atteint les 10 000 jours sans accidents routiers mortels, et reçoit des félicitations de la police de la préfecture de Yamanashi (ja). Des villageois se réunissent à l'école primaire et secondaire et brandissent une bannière portant l'inscription « 10 000 »,. Le 31 octobre 2002, le village achève 12 300 jours sans accidents et une cérémonie a lieu aux bureaux de la police préfectorale.
La compagnie de bus d'Ashigawa (芦川村営バス) dessert la communauté. Aucune route nationale (en) n'y mène, mais les routes préfectorales 36 (ja) et 719 (ja) y passent.
La gare ferroviaire la plus proche est celle d'Isawa-Onsen (en), sur la ligne Chūō, dans l'ancien bourg d'Isawa, aujourd'hui à Fuefuki. Le tunnel Wakahiko (ja) (若彦トンネル), nommé d'après l'ancienne route Wakahiko, permet de relier l'ancien village d'Ōishi (ja), aujourd'hui à Fujikawaguchiko à Ashigawa depuis son inauguration en 2010.

Transports à Ashigawa
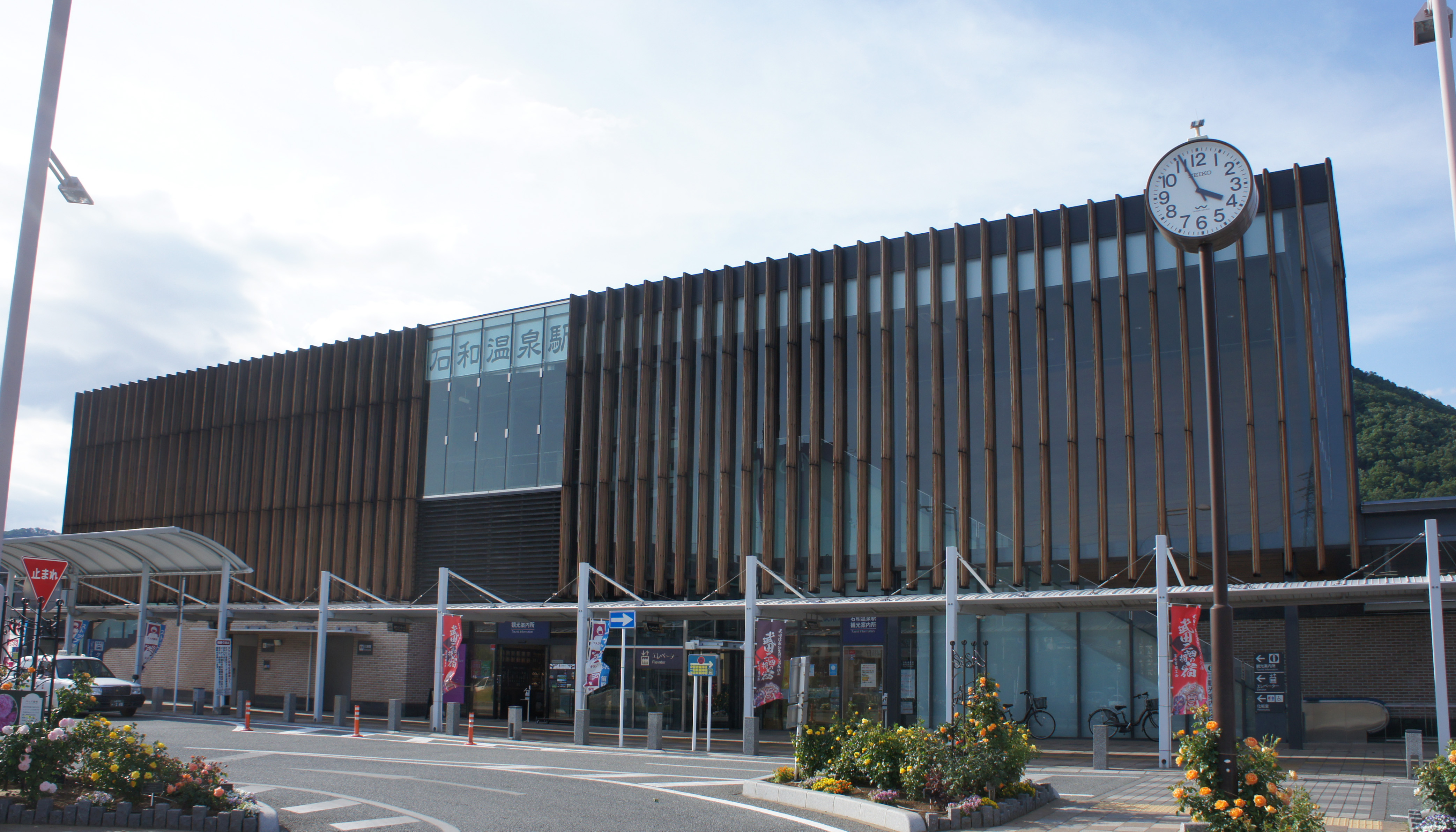
Nouveau terminal sud de la gare d'Isawa-Onsen en 2021.
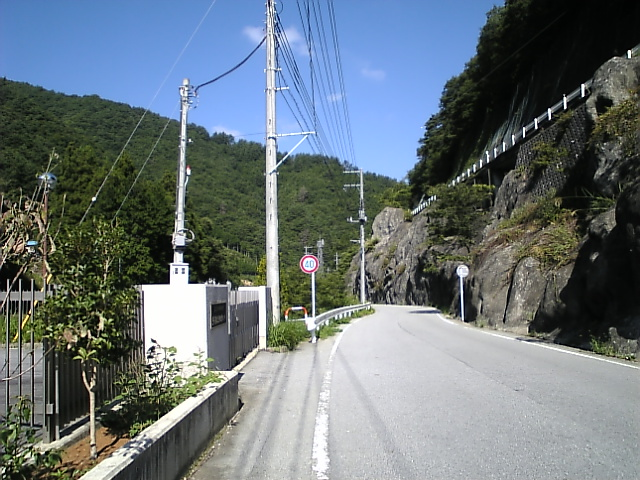
La route préfectorale 36 croisant la nationale 358 (ja).
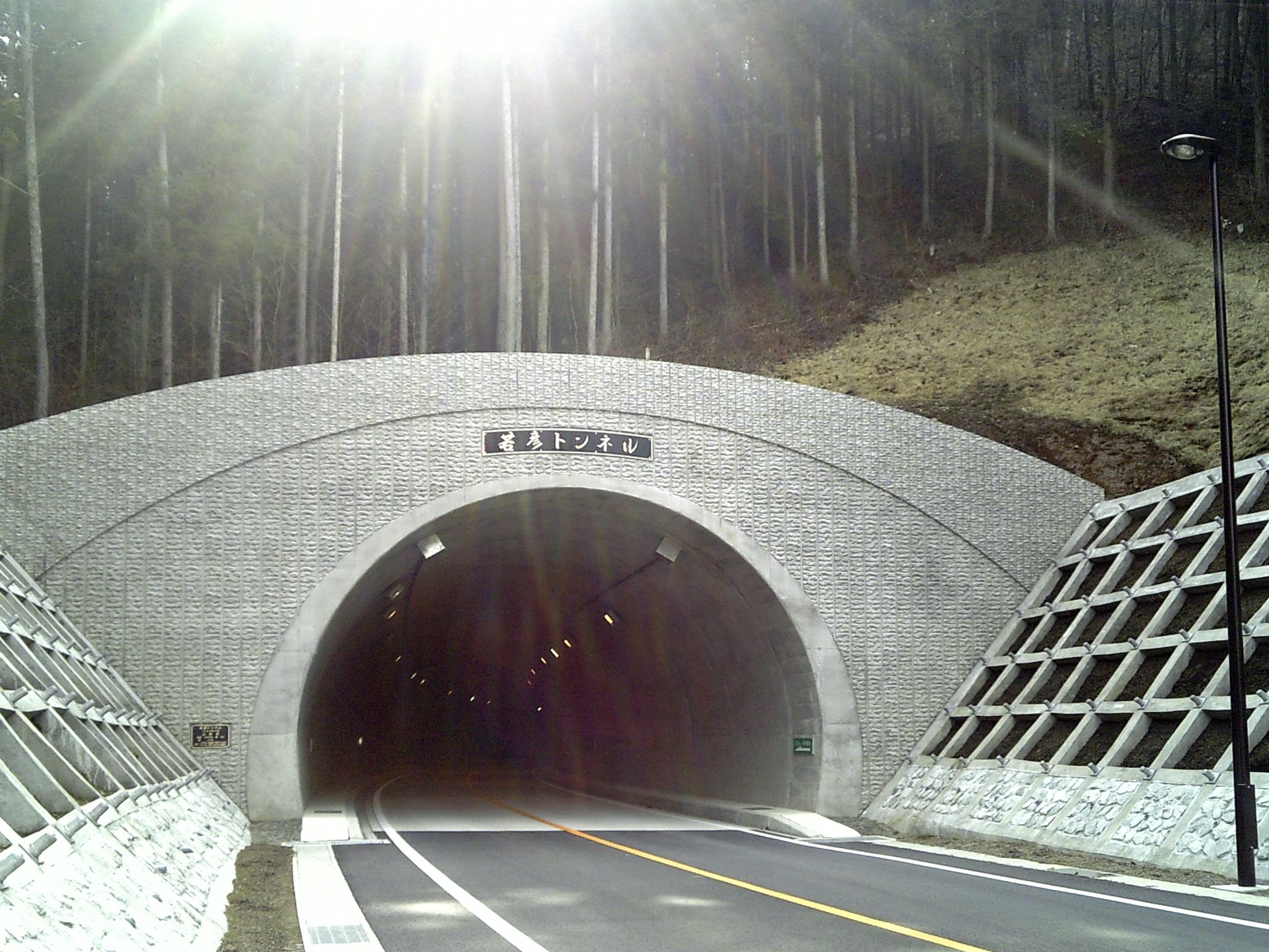
Le tunnel du côté d'Ashigawa.

## Personnes notables
- Atori Yasuda (ja) (1994-), grimpeuse, y a étudié.